# Milicias de Santiago
Las Milicias de Santiago, también denominadas Milicias de Compostela y referidas de manera retrospectiva como Milicia Española de Santiago tras su integración en la Milicia Nacional de FET y de las JONS, fueron una organización cívica militar dependiente del Ejército Español que actuó durante la Guerra Civil como fuerza de retaguardia complementaria al Ejército y a la Guardia Civil prestando servicios especiales de vigilancia y defensa de la población en Santiago de Compostela.

## Historia
Las Milicias de Santiago surgieron en Santiago de Compostela, a la par que otras fuerzas paramilitares análogas de nombres semejantes establecidas en las principales ciudades de Galicia, el mismo día del pronunciamiento militar de 1936. Dependían directamente del Ejército, que llevó a cabo su organización y dirigió su preparación y orientación como fuerza complementaria del propio Ejército y de la Guardia Civil. Por su carácter militar se trataba de una institución apolítica, abierta a toda la ciudadanía e integrada por miembros que por su edad, estado civil o profesión no podían incorporarse a la primera línea de combate, pero que solidarizándose en la defensa de la fe y la tradición deseaban cooperar en el mantenimiento del orden en la ciudad.
Actuaban como fuerza de retaguardia, prestando servicios de vigilancia y defensa de Santiago de Compostela y sus alrededores por medio de guardias de determinados puestos, controles de carreteras y protección de convoyes dirigidos al frente, así como servicios de inteligencia y misiones especiales coordinadas con las fuerzas militares y los efectivos paramilitares de la ciudad, repartidos entre los milicianos del Requeté, la Falange Española de las JONS y las Juventudes de Acción Popular.

## Organización
Los integrantes de las Milicias, conocidos como caballeros milicianos de Santiago, estaban organizados jerárquicamente por el mismo escalafón de mandos del Ejército. Se encontraban bajo la comandancia de José Cancelo, Teniente de Ingenieros al que relevó temporalmente en el cargo José Armesto, Teniente de la Guardia Civil, y actuaban regidos por la Junta de Honor que presidía Miguel Barca, Sargento de Milicias. Durante los primeros meses contaban con ciento setenta efectivos repartidos en trece puestos con un mínimo de cincuenta hombres cada veinticuatro horas, lo que obligaba a cada miembro a hacer entre dos y tres guardias nocturnas a la semana, tras las que la mayoría debía acudir a continuación directamente a sus lugares de trabajo.
Las Milicias de Santiago tenían su sede en el Monasterio de San Martín Pinario, habilitado a los efectos como Cuartel de San Martín o Cuartel del Seminario durante la guerra. Sus miembros estaban uniformados con mono militar azul marino y gorro isabelino, ambos ostentando las divisas correspondientes a cada rango, cinturón con correaje, y a modo de distintivo, brazalete blanco con una cruz de Santiago en el centro representando la bandera de la unidad, que a diferencia del brazalete tenía además los bordes encarnados. Por la vinculación de la ciudad con el apóstol Santiago, las Milicias se consagraron a él como patrón y adoptaron el lema «Santiago y cierra España».
En diciembre de 1936 invistieron Caballero Miliciano Honorario al escritor Federico García Sanchiz, hijo adoptivo de la ciudad al que meses atrás la alcaldía republicana le había revocado la distinción por motivos de discriminación ideológica. En señal de gratitud, la misma noche de la ceremonia prestó un servicio de guardia.

## Disolución
Con la entrada en vigor del Decreto de Unificación el 20 de abril de 1937, por cuyo artículo tercero todas las milicias combatientes quedaban integradas en una sola milicia nacional, las Milicias de Santiago pasaron a formar parte de la Milicia Nacional de FET y de las JONS, si bien fue su propio lugar de acuartelamiento el que sirvió para acoger a la milicia unificada. Con la integración, el antiguo escalafón de mando adaptó los rangos militares a una nueva nomenclatura que comprendía jefes y subjefes de Bandera, de Centuria, de Falange y de Escuadra, así como soldados falangistas, y la Milicia se organizó en servicios permanentes de jefatura y antiaeronáutica, de prevención, cárcel e imaginarias en turnos de mañana y noche, nocturnos de patrulla con la Guardia Civil, y servicios profesionales con médico, odontólogo, practicante y enfermera de guardia.
La Milicia Nacional mantuvo sus servicios hasta cinco años después del final de la Guerra Civil, quedando definitivamente disuelta el 27 de julio de 1944.